# Décès en 1425
Décès
- 1421
- 1422
- 1423
- 1424
- 1425
- 1426
- 1427
- 1428
- 1429

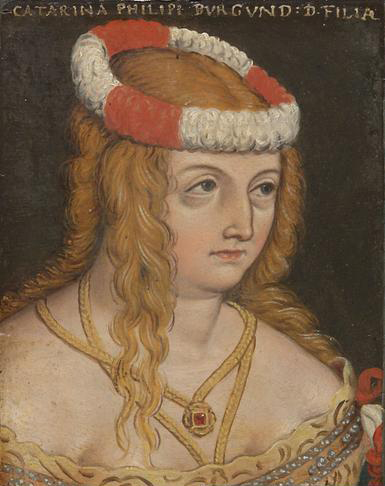
Catherine de Bourgogne, morte en 1425.

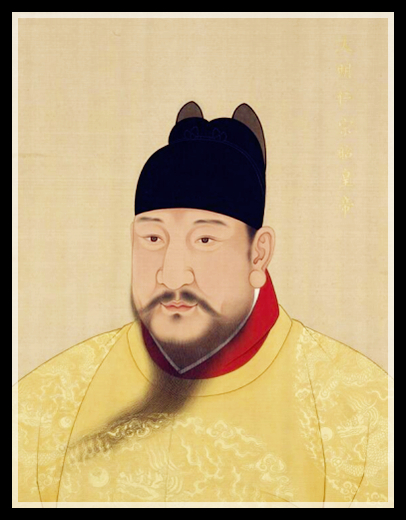
Ming Renzong, mort en 1425.

Cette page dresse une liste de personnalités mortes au cours de l'année 1425  :
- 6 janvier : Jean III de Bavière, prince-évêque de Liège, puis duc de Bavière-Straubing.
- 18 janvier[1] : Edmond Mortimer, 5e comte de March, 7e comte d'Ulster, brièvement héritier présomptif du roi Richard II d'Angleterre au trône d'Angleterre.
- 26 janvier : Catherine de Bourgogne, comtesse de Flandre, de Bourgogne, de Nevers et de Rethel.
- 27 février : Vassili Ier de Russie, ou Vassili Ier Dmitrievitch, grand-prince de Moscou.
- 16 mars : Leonardo Dati, frère dominicain italien et humaniste, maître de l'ordre dominicain.
- 17 mars : 
  - Ashikaga Yoshikazu, cinquième des shoguns Ashikaga.
  - Raoul de Coucy, évêque de Metz puis évêque de Noyon.
- 30 mars : Guillaume II de Misnie, margrave de Misnie, fondateur de l’université de Leipzig.
- 24 mai : 
  - Murdoch Stewart, 2e duc d'Albany.
  - Duncan de Lennox, mormaer (ou comte) de Lennox.
- 29 mai : Ming Renzong, empereur de Chine.
- 15 juin : Pierre-aux-Bœufs, théologien et prédicateur français, appartenant à l'ordre des Cordeliers.
- 1er juillet : Georges de Sagla (en guèze Giyorgis Säglawi, également appelé Georges de Gasetcha ou Georges de Dabra Bahrey, ecclésiastique et écrivain religieux éthiopien.
- 22 juillet : Manuel II Paléologue, empereur byzantin.
- août : Thihathu, cinquième souverain du royaume d'Ava, en Haute-Birmanie.
- 25 août : Christophe de Mecklembourg-Werle-Waren, prince de Werle-Goldberg et Werle-Waren, co-prince de Wenden ou des Wendes.
- 8 septembre : Charles III de Navarre, roi de Navarre, comte d'Évreux puis duc de Nemours.
- 17 septembre : Bonne d'Artois, duchesse de Bourgogne.
- 21 octobre[2] : Ralph Neville, 6e baron Neville de Raby puis 1er comte de Westmorland.
- novembre : Minhlange, sixième souverain du royaume d'Ava, en Haute-Birmanie.
- 18 novembre : Marie Chamaillard, vicomtesse de Beaumont-au-Maine, Fresnay et Sainte-Suzanne.

- Ahmad, sultan de Brunei.
- Jean de Béthencourt, explorateur et conquérant français qui mene une expédition aux îles Canaries, débarquant à Lanzarote puis conquérant les îles de Fuerteventura et de Hierro.
- Alain III de Coëtivy, seigneur de Coëtivy en Plouvien.
- Madhava de Sangamagrama, mathématicien indien, père de l'analyse mathématique, fondateur de l'école mathématique et astronomique du Kerala.
- Rafael Destorrents, peintre et enlumineur catalan du style gothique international.
- Takatsukasa Fuyuie, kugyō (noble de cour) de l'époque de Muromachi.
- Yi Jong-mu, général coréen de la dynastie Joseon qui mène l'invasion Ōei.
- Oyiradai, khagan des Mongols de la Dynastie Yuan du Nord.
- Teobaldo II Ordelaffi, noble italien.

date incertaine (vers 1425)
- Jean de Castel, auteur français.

## Crédit d'auteurs
- Cet article est partiellement ou en totalité issu de l'article intitulé « 1425 » (voir la liste des auteurs).